# Polycarpa appropinquata
Polycarpa appropinquata is een zakpijpensoort uit de familie van de Styelidae. De wetenschappelijke naam van de soort is voor het eerst geldig gepubliceerd in 1898 door Sluiter.